# Ranunculus pedatifidus
Ranunculus pedatifidus Sm. – gatunek rośliny z rodziny jaskrowatych (Ranunculaceae Juss.). Występuje naturalnie na Svalbardzie, Grenlandii, w Kanadzie, w Stanach Zjednoczonych (w północnej części Alaski oraz w Górach Skalisych), w zachodniej części Syberii, w Kazachstanie, Mongolii, w chińskiej prowincji Gansu oraz regionach autonomicznym Sinciang i południowo-zachodnia część Mongolii Wewnętrznej, a także w Himalajach i Kaszmirze.

## Morfologia
PokrójBylina o lekko owłosionych pędach. Dorasta do 10–25 cm wysokości.
LiścieSą trójdzielne. W zarysie mają kształt od półokrągłego do nerkowato pięciokątnego. Mierzą 1–1,5 cm długości oraz 2–2,5 cm szerokości. Nasada liścia ma sercowaty kształt. Ogonek liściowy jest nagi i ma 2–4,5 cm długości.
KwiatySą pojedyncze. Pojawiają się na szczytach pędów. Mają żółtą barwę. Dorastają do 14–19 mm średnicy. Mają 5 owalnych działek kielicha, które dorastają do 5 mm długości. Mają 5 owalnych płatków o długości 6–10 mm.
OwoceNagie lub owłosione niełupki o odwrotnie jajowatym kształcie i długości 1–2 mm. Tworzą owoc zbiorowy – wieloniełupkę o cylindrycznym kształcie i dorastającą do 5–6 mm długości.

## Biologia i ekologia
Rośnie w tundrze, w lasach, na łąkach, morenach i terenach skalistych. Występuje na wysokości od 1900 do 4000 m n.p.m. Kwitnie od czerwca do sierpnia, natomiast owoce pojawiają się od czerwca do września.

## Zmienność
W obrębie tego gatunku oprócz podgatunku nominatywnego wyróżniono jeden podgatunek:
- Ranunculus pedatifidus subsp. affinis (R.Br.) Hultén